# Istrska noša
Istrska noša je ena izmed deželnih oziroma pokrajinskih noš. Obstaja več različic noše.

## Delovna in praznična noša
Razlikovanje je bilo povezano z obiskovanjem navadne ali praznične maše. Povezano je tudi s tem, da so vsi cel teden garali, v nedeljo pa so se oblekli v dokaj razkošno praznično nošo. Med tednom so nosili obleke krojene iz zelo poceni blaga. Za nedelje in večje praznike pa obleke krojene iz boljšega in dražjega blaga. Za delo so nosili obleke, ki so bile že ponošene, zakrpane in raztrgane. Isto obleko so nosili tudi po več let. Praznična obleka pa je kljub temu, da je bila iz cenenega blaga, bila snažna in zelo dobro vzdrževana. Starejši ljudje prav radi poudarjajo razliko med praznično in delovno nošo. Na nedeljo so se začeli pripravljati že v soboto z začetkom nege telesa. Za nedelje so si moški mazali čevlje z mastjo. Črne hlače so imeli samo ob pomembnih mašah.
Med tednom so nosili plave hlače. Črne hlače so lahko nosili tudi pri navadnih mašah. Ženske obleke so se razlikovale po treh ravneh. Najvišjo raven so imele pri porokah, naslednja je bila raven, ki so jo imele pri praznikih in posebnih mašah, najnižjo raven pa so imele pri navadnih mašah. Pred prvo svetovno vojno in po njej so ženske nosile samo dvodelno krojene obleke. Zgoraj so imele jopo pod imenom »komeš«. Krilo ki so ga imele pripetega na pas je bilo lahko modro, zeleno ali pa celo črne barve. »Komeš« je bil lahko iz istega blaga kot krilo ali iz dručačnega. Mlajše ženske pa so zelo rade nosile bluze, ki so bile svetlejše in vzorčaste. Čez krilo so si zavezale predpasnik, ki so mu rekle »fertoh« ali »tarversa«, prav tako različnih barv. Zlasti mlade so imele za praznike svilene predpasnike. Na predpasnike so si sešile zelene ali po njihovo rečeno »fantazija trakove«.
Obuvale so se v črne nizke čevlje, čez glave pa so si vezale rute. Ko so hodile ženske k mašam, so imele v rokah bel robček in molilno knjižico. Tudi danes so k ženski delovni noši dopolnilo predpasniki. Menjal se je le njihov kroj. Le še nekatere ženske nosijo stare predpasnike. Večinoma imajo namesto predpasnikov brezrokavne halje. Predpasnik je tudi varoval obleko, da se ni umazala. Navada je bila, da so si tudi če so delali kakšno umazano delo, nadeli kar dva predpasnika. Zgornji je varoval spodnjega, ki je bil boljši, da se ne umaže. Če pa je prišel kakšen gost so zgornjega odvrgli, da se bi videl ta spodnji. Med delovnimi dodatki so bili tudi svitki. Ženske so si ga položile na glavo na njega pa škaf in v njem nosle vodo. Naredile so si jih iz kakšne stare rute.
Moške je na poti v gozd in na polje spremljala bisaga. Pozimi so si suknje naredili iz grobega domačega sukna. Ženske pa so se pozimi ogrinjale z ogrinjalnimi rutami. Spodaj so imele debelejše krilo. Pojavilo se je stanovsko razlikovanje v oblačilih. Dekleta so imela pri različnih praznikih čez bele srajce kamižot. Bili so več barvni. Bel kamižot je bilo znamenje nedolžnosti. Danes stanovskih razlik v oblekah ni več. Razlika oblek je bila tudi po premoženju: po letu 1848 je tudi v Slovenski Istri nastopilo drobljenje zemljiških posesti. To se kaže na posameznih kmetijah. Do leta 1929 je v naših krajih prevladovala majhna zemljiška posestva. Veliko je bilo kmetov, ki so imeli od enega do tri hektare zemlje. Morali so si iskati dodatna dela. Delali so tudi v tovarnah. Nekateri so hodili v Trst in tam prodajali pridelke, s tem denarjem so si služili za nakup oblek. Med njimi jih je bilo zelo malo redno zaposlenih, nekateri pa so delali pri premožnejših družinah. Bili so tudi taki, ki so bili dobri vaški trgovci in gostilničarji. Vse so plačevali s dinarji. Tudi tej so si lahko kot veliki in dobri kmetje privoščili nakup nove obleke. Možno je bilo, da so bili možje, ki so hodili na žornado lepše oblečeni od njihovega gospodarja. Samo premožnejške ženske so imele za poroko lastni kožuh ali suknjo.
Premožnejše ženske so imele tudi veliko kamižotov in spodnjih kril. Ob mašah so imele samo one spodaj štiri krila, zgoraj pa dva kamižota. Pravtako so le premožnejše neveste nosile za poroko pokrivalo podobno kroni. Namesto klobuka so bogati ljudje nosili kožuhasto ali žametno pokrivalo. Okoli leta 1870 so morali zanj odšteti 40 goldinarjev. Toliko naj bi takrat stala kravica. Imeli so tudi uro na verižico. Na telovniku so imeli prišitih več gumbov. Imeli so tudi obleko iz boljšega blaga. Premoženje se je odražalo tudi v dodatkih. Navadna ženska je imela doma eno obleko za doma in eno pražnjo. Bogatejše pa so imele doma kar 4 obleke iz boljšega blaga. Imele so tudi 2 ruti. Eno so nosile doma, ena pa je bila za k maši.

## Noša ob posebnih priložnostih
Okololi leta 1925 je bila navada, da je otroka h krstu poleg botra nesla tudi otrokova babica. Za to priložnost je prinesla s seboj tudi krstno opremo ali »platlc«. Poleg »platlca« je prinesla še belo pregrinjalo, s katerim je pokrila otroka. V navadi je, da fantke pogrnejo z modrim, deklice pa z roza pregrinjalom. Tudi obhajilo in birma sta bila zaznamovana s prav posebnim obleko in okrasjem. Pred tem so bili in fantje in dekleta oblečeni samo v »pražnjo« nošo.
Ponekod so deklice imele že pred prvo svetovno vojno za obhajilo in birmo oblečeno belo krilo in oprijeto bluzo. Kasneje so se uveljavile enodelne obleke. Revni ljudje so kupovali otrokom birmansko obleko, ki je bila že nošena in to v Trstu na starinarnici. Tudi ponošene obleke so otrokom veliko pomenile. Bilo je tudi tako, da je bilo samo 4 do 6 deklic obelečenih v belo obleko zaradi tega, ker so spremljale pot Rešnjega telesa. Pred prvo svetovno vojno je bila v modi že krojena obleka. Za poroko pa so se še vedno oblekle po šegi, pravzaprav so oblekle krojeno nošo. Nekatere neveste pa so imele oblečeno obleko sešito kar iz sedmih kamižotov. Po nekaterih vaseh so bile neveste, oblečene v kamižote, prav izstopale od drugih.
Ponekod je bila nevesta v belem, ženin pa v črnem oblačilu. Ženin je nosil tudi klobuk, za klobukom pa je imel pero. Na glavi je nevesta nosila venec imenovan glava. Glave so si morale sposoditi ali pa zanjo plačati 1 do 2 goldinarja. Ženin je nosil tudi uhan. Povabljenci so nosili temnejše obleke. Povabljenke so imele tudi bel predpasnik. Po nepreverjenem podatku iz 19. stoletja naj bi morala nevesta imet na sebi kar devet kamižotov. Rekli so, da morajo biti nastavljeni tako kakor stopnice. Tisti nevesti, ki ni imela toliko kamižotov so se posmehovali, zato so si revnejše neveste kamižote kar sposodile.

## Parterska noša
Velik pomen so imele v vasi tudi z vaškim žegnanjem združene veselice. Udeležilo se jih je veliko ljudi, večinoma pa je bila to mladina. Radi so zahajali na veselice v druge vasi. Dekleta so bile tam parterce, fatje pa parterji. Parterji in parterce so bili tisti, ki so zaplesali prvi ples. Punce so se tako kot fantje oblačile po veljavnih merilih. Za dekleta je bilo zelo pomembno to, da so postale parterce. Ženske si zelo dobro zapomnijo, kako so bile oblečene za vaško veselico. Po pričevanjih so bile parterce oblečeno v belo obleko. Lahko so imele tudi po osem kamižotov. Ponekod pa so imele na sebi kar 105 bračev. Trije brači merijo dva metra. Prav toliko je merilo plesišče. Tudi v obdobju, ko so bile glavnejše sodobno krojene obleke, so se parterce oblekle za vsako partido enako. Lahko so bile po dve in dve enako oblečeni. Skupaj sta kupili blago in ga dali sešiti k isti šivilji. Parterce so imele vedno isto obleko, spreminjale so samo trakove. Ko so imeli muzikanti pavzo, so tekle domov in se preoblekele. V Stepanih so imele dve parterce rožnato, dve modro in dve zeleno krilo. Blago za naredit krilo je bilo dolgo devet metrov. Bluza je bila tudi iz istega blaga.
V Dekanih so bile vse za prvi set plesov enako oblečene. Po dveh urah, ko je bila prva runda končana, so se preoblekle v skromnejše obleke. S tretjo rundo so bile oblečene v vsakdanje obleke. Za ples so bile brez predpasnikov kljub temu, da so si jih ob nedeljah in praznikih pripasovale. Lahko pa so imele tudi predpasnik in so si za njegov rob zataknile rožo. Večinoma so bile obleke narejene iz bombaža. Okoli vratu je imele svileno ruto. Na glavi niso imele ničesar. Parterji pa so bili tako kot nekatere ženske oblečeni v obleke starejšega kroja. Za ples so nosili polstene ali slamnate klobuke. Obleke so si tudi oni izposojali. Plesali so lahko v kratkih hlačah in v telovniku plave barve, ki je bil obrobljen s srebrno barvo. Klobuk je bil okrašen z modro in belo barvo ter z rožicami. Lahko pa so ga imeli okrašenega z modrimi, rdečini in rumenimi peresi. Na slamnikih pa so lahko imeli tudi lep šop rož. Tudi oni so se, ko je šlo novejše blago iz mode, oblekli kar po starem. Obleke so si pravtako sposodili. Pred prvo svetovno vojno pa so prišle v modo rutice, ki so se privezale okoli pasu.